# William Guy Wall

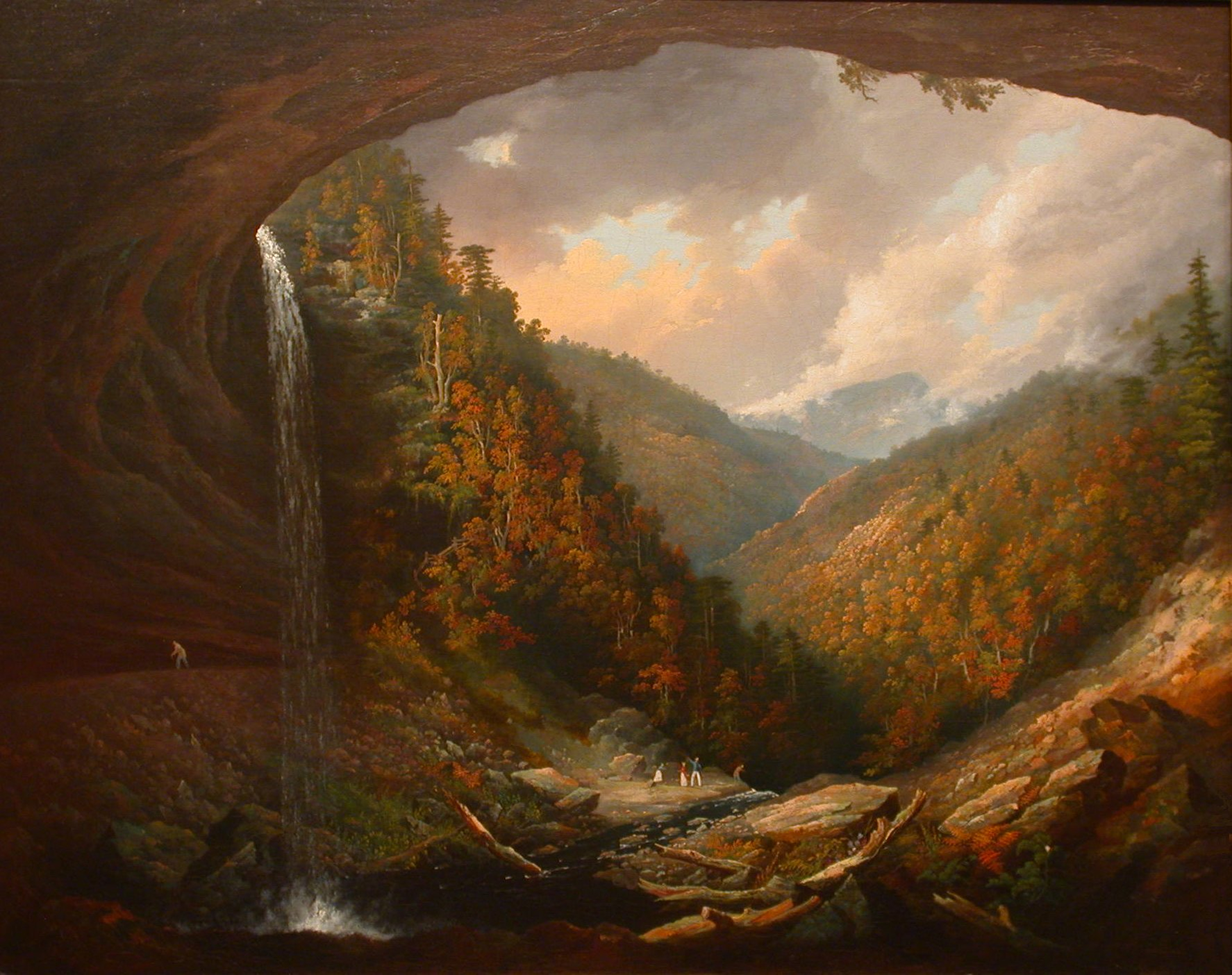
Cascadas de Cauterskill en las Montañas de Catskill. Vistas desde el interior de la caverna (Cauterskill Falls on the Catskill Mountains, Taken from under the Cavern), por William Guy Wall, 1826-27, Museo de arte de Honolulu

William Guy Wall (1792 – 1864) fue un pintor estadounidense nacido en Irlanda.
Wall nació en Dublín en 1792 y llegó a Nueva York en 1812. Ya era un artista plenamente formado y adquirió fama rápidamente por sus sensibles acuarelas de vistas del Valle del río Hudson y sus alrededores. Algunas de estas acuarelas fueron publicadas como grabados por John Hill y su hijo John William Hill en el Hudson River Portfolio (Nueva York, 1821-1825), uno de las primeras publicaciones dirigidas a hacer conscientes a los estadounidenses de la belleza de su propio país. Los paisajes de Wall (y algunas de sus marinas) eran representaciones sinceras de las sobrecogedoras vistas de Estados Unidos, ni romanticizadas ni idealizadas. Está clasificado como un precursor o miembro temprano de la Escuela del río Hudson. Wall fue miembro fundador  de la Academia Nacional de Dibujo de Estados Unidos (Nueva York) y realizó frecuentes exhibiciones en instituciones como la Academia de Bellas Artes de Pensilvania (Filadelfia) y la Asociación Apolo (Nueva York). Vivió en Estados Unidos entre 1812 y 1835 y luego, nuevamente, entre 1856 y 1860. Regresó a Irlanda en 1860 y murió en Dublín en 1864. El hijo de William Guy Wall, William Archibald Wall (1820 – 1875), fue también pintor de paisajes.
Entre las colecciones públicas que albergan pinturas de William Guy Wall se encuentran el Museo Amon Carter (Fort Worth, Texas), el Museo de Arte de Honolulu, el Museo del Río Hudson (Yonkers, Nueva York), el Museo Metropolitano de Arte y la Sociedad Histórica de Nueva York.